# 中康
中康（？—？），姒姓，夏后氏，一作仲康或仲盧，是中國夏朝第四任君主。启之子，太康之弟。中康因為其兄太康失國而即位。
一說太康被諸侯有窮氏的后羿強迫，禪讓君位予中康，但中康只是后羿所立的傀儡，時因為天文官羲氏及和氏反抗，因此后羿派名為胤的人（一說胤国国君）討伐羲氏及和氏，罪名是羲和沈溺酒色，使得曆法混亂。
清代崔述已懷疑仲康其人的真實性。